# Стража (телесериал)
«Стража» (англ. The Watch) — британский телесериал, основанный на подцикле о Городской страже Анк-Морпорка из серии фэнтези-книг «Плоский мир» Терри Пратчетта. Премьера состоялась 3 января 2021 года.

## Актёрский состав
- Ричард Дормер — Сэмюэль Ваймс[2]
- Адам Хугилл — Моркоу Железобетонссон[2]
- Марама Корлетт — Ангва[2]
- Джо Итон-Кент — Шельма Задранец[2]
- Лара Росси — леди Сибилла Овнец[2]
- Сэмюэл Адевунми — Карцер[2]
- Анна Чанселлор— Хэвлок Витинари

## Производство

### Ранние планы
Работа над сериалом была объявлена в марте 2011 года студией Prime Focus Productions, которая ранее экранизировала три книги из серии «Плоский мир». В октябре 2012 года стало известно, что телекомпания Пратчетта, основанная в том же году, будет продюсировать сериал. Сообщалось, что сценарий (под контролем Пратчетта) напишут Терри Джонс и Гэвин Скотт или Гай Бёрт; также указывался разный бюджет — от 13 до 15 млн. фунтов или 26 млн. фунтов за тринадцать часовых эпизодов. В ноябре 2012 года было объявлено, что дочь Терри Пратчетта, Рианна, назначена одной из сценаристов проекта. Сам Пратчетт описывал сериал как «C.S.I. в стиле Пратчетта», а в других источниках он фигурировал как «C.S.I.: Анк-Морпорк». Предполагалось, что в каждом эпизоде Городская Стража под начальством Сэмюэля Ваймса будет расследовать новое дело.
В сентябре 2014 года агент Пратчетта Колин Смит сообщил, что сценарий всё ещё находится на стадии написания, а начало съёмок намечено на 2015 год. После смерти Пратчетта в марте 2015 года, его ассистент Роб Уилкинс сказал, что сериал находится на стадии подготовки, однако до начала съёмок комментариев больше не будет. В октябре 2016 года Рианна Пратчетт сообщила, что разработка проекта продолжается.

### Сериал BBC
В марте 2018 года Deadline Hollywood сообщил, что BBC Studios разрабатывает «Стражу» в формате 6-серийного проекта и основы для франшизы. 30 октября 2018 года BBC America объявил о заказе 8-серийного сериала «Стража», сценарий к которому написал Саймон Аллен вместе с Джой Уилкинсон, Кэтрин Трегенна, Амру Аль-Хади и Эдом Хаймом. Хилари Саймон и Фил Коллинсон были назначены исполнительными продюсерами; режиссёром стал Крейг Вивейрос. Съёмки сериала прошли в Кейптауне; премьера состоялась 3 января 2021 года.